# Гексаполіс

Грецькі поселення в західній Малій Азії, дорійські виділено блакитним.

37° пн. ш. 28° сх. д. / 37° пн. ш. 28° сх. д.
Гексаполіс — союз шести головних  дорійських міст в Малій Азії, що існував з близько 1100 року до н.е. до 560 року до н.е.. До союзу входили міста Галікарнас і Кнід на материковій частині Малої Азії, Ліндос, Іалісос і Камірос на острові Родос, а також Кос. Центром служив храм Аполона Тріопійського на березі Карії. Пізніше Галікарнас був виключений з цього союзу.